# Saxnäs, Öland
Saxnäs, även Saxängen är en bebyggelse i Algutsrums socken i Mörbylånga kommun i Kalmar län, belägen på västra Öland cirka fem kilometer norr om Färjestaden nära Ölandsbron. Bebyggelsen var av SCB avgränsad till en småort mellan 2005 och 2015 för att 2015 klassas som en tätort. Vid avgränsningen 2020 klassades den som en del av tätorten Glömminge och Strandskogen.

## Befolkningsutveckling
| Befolkningsutvecklingen i Saxängen/saxnäs 2015–2015 | Befolkningsutvecklingen i Saxängen/saxnäs 2015–2015 | Befolkningsutvecklingen i Saxängen/saxnäs 2015–2015 | Befolkningsutvecklingen i Saxängen/saxnäs 2015–2015 | Befolkningsutvecklingen i Saxängen/saxnäs 2015–2015 |
| --------------------------------------------------- | --------------------------------------------------- | --------------------------------------------------- | --------------------------------------------------- | --------------------------------------------------- |
|                                                     |                                                     |                                                     |                                                     |                                                     |
| År                                                  |                                                     |                                                     | Folkmängd                                           | Areal (ha)                                          |
| 2015                                                | 2015                                                |                                                     | 315                                                 | 114                                                 |
|                                                     |                                                     |                                                     |                                                     |                                                     |

var före 2015 en småort benämnd Saxängen som 2010 hade 159 invånare på 49 hektar.